# 사무흐구
사무흐구(아제르바이잔어: Samux rayonu)는 아제르바이잔 북부에 위치한 구로 행정 중심지는 사무흐이며 면적은 1,210km2, 인구는 51,300명이다. 북쪽으로는 조지아와 국경을 접한다. 구 이름은 캅카스 알바니아어로 "숲에서 사냥하는 곳"을 뜻한다.